# Eric Jenkinson
Eric Jenkinson OBE CVO (* 13. März 1950) ist ein britischer Diplomat.

## Leben
Als britischer Hochkommissar war Eric Jenkinson 2002 von der Regierung Blair in das westafrikanische Gambia entsandt worden, er löste John G. Perrott ab. Seine Amtszeit in Gambia endete 2006, anschließend er wurde als Hochkommissar nach Trinidad und Tobago, als Nachfolger von Ronald P. Nash, entsandt. Philip Sinkinson wurde sein Nachfolger in Gambia. Jenkinson wurde im Mai 2011 abgelöst, sein Nachfolger in Trinidad und Tobago wurde Arthur G. Snell.

## Auszeichnungen und Ehrungen
- 2003: Officier of the Order of the British Empire (OBE)[1]
- 2009: Commander of Royal Victorian Order (CVO)[1]

## Familie
Eric Jenkinson ist der Sohn von Horace and Bertha Jenkinson. Er heiratete 2004 Máire Donnelly und hat zwei Söhne.